# Satanova komunita
Satanova komunita byla česká progresivně liberální neregistrovaná organizace založená v roce 2018, jež se prezentovala jako satanistická náboženská společnost. Sama Komunita uváděla, že čítá přibližně 900 členů. Oproti tomu bývalý člen komunity udává, že skupina v září 2019 nečítala více než dvacet aktivních členů. Komunita byla ukončena v roce 2021.
Je striktně neteistická (odmítá uctívání Satana jako reálné bytosti). Dle komunity její činnost a filozofie „navazuje na kulturní, historickou a uměleckou historii satanismu“ a volně vychází z LaVeyovy satanské filozofie, religionista a předseda Společnosti pro studium sekt a nových náboženských směrů Ivan Štampach toto tvrzení rozporuje, dle něj se naopak Komunita svou filozofií od LaVeye zcela distancuje. Komunita podporuje ochranu přírody, lidská práva a nenásilný odpor.
Na Sabatu na konci března 2021 se Satanova komunita rozhodla rozpustit svou členskou základnu a strukturu lokálních buněk a nadále působit již jen jako edukační platforma. Následně byla komunita ukončena.

## Učení
Učení Satanovy komunity je shrnuté v oficiálních dokumentech, odhlasovaných členy Komunity v roce 2019. Ivan Štampach o Komunitě uvádí, že se jedná o „hnutí kritiky autoritářského náboženství“. Náboženský infoservis Dingir dále o skupině uvádí, že „pořádá přednášky a akce, které poukazují na nebezpečí sekt, a chce poskytovat právní pomoc při odchodu z tradičních náboženství. Chce chránit děti před náboženským fundamentalismem. Vyslovuje se proti jakýmkoli formám násilí a odmítá politické ambice.“
Satanova komunita se účastnila studentských Klima stávek, Million Marijuana Marchu, protestu na Letné 2019, Prague Pride 2019 i Cannafestu 2019.

### Satanova ústava
Základním dokumentem Komunity a jejích pravidel je Satanova ústava. Jedná se o seznam principů, které Satanova komunita vyznává. Ústava slovenské Satanovy komunity se od české verze odlišuje.
1. Satanismus není jen náboženství, ale i filosofie. (Satanismus má své náboženské prvky, ale také představuje životní filosofii)

2. Satanova komunita neuctívá Satana. Předmětem a středobodem je člověk samotný, jakožto tvůrce smyšlených bohů. (podle lidi sám Satan doopravdy neexistuje, stejně jako bohové ale čemu věřit když nikdo nic neviděl) lidé věří jen na to co viděli, proto nevěří
3. Satanova komunita nepropaguje ani neuctívá zlo, pouze má jiný pohled na morálku než tradiční monoteistická náboženství. (Nevěříme v tradiční anti-sexuální zdrženlivou morálku poslušnosti, místo ní máme život podporující a uctívající postoj ke svobodě)
4. Člen Satanovy komunity může mít jakékoliv náboženské i ateistické názory, které nezasahují proti svobodě druhých lidí. (Podporujeme toleranci, ale ne na úkor lidských práv)
5. Satanova komunita nemá kněze nebo kněžky. Má pouze členy a členky, kteří demokraticky rozhodují o tématech týkajících se Satanovy komunity. Jedinou osobou, způsobilou ke konání duchovních obřadů, je předseda. (Nepraktikujeme magii ani zbožné voodoo)
6. Satanova komunita vyznává liberalismus v plné šíři a přijímá rovnoprávnost před zákonem a rovná práva všech lidských bytostí bez ohledu na rasu, orientaci, pohlavní či identitu. (Jakákoliv diskriminace je nepřípustná)
7. Satanova komunita vyznává demokracii a demokratická rozhodnutí členstva. Komunitu i shromáždění proto vede předseda/předsedkyně, zvolený/á demokraticky z členů. Volba probíhá každý rok. (Každý člen má právo hlasovat o návrzích Satanovy komunity na každoročním jarním Sabatu)
8. Satanova komunita nevybírá a nikdy nebude vybírat desátek ani žádnou jinou povinnou náboženskou daň. Vše je financováno z dobrovolných darů. (Členství samo o sobě je zdarma)
9. Satanova komunita považuje za svůj cíl bránit lidstvo před demagogií a protiprávním jednáním církví a náboženství po celém světě i na území České republiky. Pořádá přednášky a akce, které poukazují na nebezpečí sekt a právní pomoc při odchodu z tradičních náboženství. Zaměřuje se na ochranu dětí před náboženským fundamentalismem. (Jako komunita chceme pomoci obětem náboženství)

10. Satanova komunita považuje tuto planetu a přírodu, nikoliv nebe, za místo pravého ráje. (Jsme panteisté s přátelským přístupem k ateismu – příroda a evoluce je naší posvátnou entitou)
Satanova ústava

## Kontroverze
Satanova komunita pořádá kontroverzní aktivity a operuje s tématy, která vyvolávají diskuzi. Za svou činnost byla organizace kritizována například předsedou SPD Tomiem Okamurou, mluvčím prezidenta Zemana Jiřím Ovčáčkem a nepřímo kardinálem Dukou.

### Eutanazie
Satanova komunita se zasazuje o legalizaci eutanazie. Svými hesly „Sexy smrt“ a „Eutanazie pro všechny“ vzbudili pohoršení během akce v Brně.

### Drogy
Satanova komunita se zasazuje o legalizaci marihuany. Panují obavy, že ve skupině by mohlo docházet k užívání omamných látek.

### Zasvěcování českých měst Satanovi
Satanova komunita vzbudila kontroverze zasvěcováním českých a moravských měst Satanovi. V Praze i Brně se tuto akci pokusila narušit skupina protestujících, hlásících se k fundamentalistickému křesťanství.  Součástí satanizace Prahy byl i protest proti kardinálu Dukovi.

### Podpora LGBT
Satanova komunita byla terčem kritiky za svou podporu LGBT během Prague Pride 2019. Organizovali happening proti sterilizaci translidí, happening za Elżbietu Podleśnou (polskou aktivistku) a účastnili se průvodu Prague Pride 2019. Kritika přišla například z úst poslanců SPD (Radim Fiala, Tomio Okamura). Podobnou kontroverzi způsobila i účast Komunity na slovenských Pridech.